# Apodacra nigromaculata
Apodacra nigromaculata är en tvåvingeart som beskrevs av Boris Borisovitsch Rohdendorf och Yu. G. Verves 1980. Apodacra nigromaculata ingår i släktet Apodacra och familjen köttflugor.
Artens utbredningsområde är Mongoliet. Inga underarter finns listade i Catalogue of Life.